# Katolickie Szkoły im. Świętej Rodziny z Nazaretu w Krakowie

Logo szkoły

Katolickie Szkoły im. Świętej Rodziny z Nazaretu w Krakowie – zespół szkół katolickich w Krakowie przy ulicy Pędzichów.

## Historia
Szkoła została założona w 1898 r. przez księdza Leona Zbyszewskiego. Prowadzona była przez Stowarzyszenie „Dom Rodzinny”. Początkowo był to zakład naukowo-wychowawczego dla dziewcząt, a od 1901 r. także Seminarium Nauczycielskie. Działalność szkoły zawieszono w 1949 r. rozporządzeniem Urzędu Wojewódzkiego w Krakowie rozwiązującym stowarzyszenie.
Szkoły reaktywowano w 1991 r. powołując liceum ogólnokształcące, w 1994 r. szkołę podstawową, a w 2000 r. gimnazjum.
Metropolita krakowski uznał je za kontynuatora dzieła sprzed wojny i objął je swoim patronatem. Od 2007 roku szkołę prowadzi Caritas Archidiecezji Krakowskiej. Liceum współpracuje z Uniwersytetem Jagiellońskim, Politechniką Krakowską, Uniwersytetem Rolniczym i Uniwersytetem Papieskim Jana Pawła II.

## Absolwenci
- Julia Rodzińska – polska zakonnica i błogosławiona Kościoła Katolickiego[4].